# Туфан (противотанковый ракетный комплекс)
«Туфан» (перс. توفان‎ — Шторм) — иранский противотанковый ракетный комплекс, управление ракетой проводное или лазерное, БЧ кумулятивная или тандемная кумулятивная.

## Боевое применение
В 1970-е годы Иран импортировал американские ПТРК и располагал инфраструктурой для их ремонта, однако Исламская революция положила конец этому сотрудничеству. Современный «Туфан» является копией американских BGM-71 TOW.
В 2006 году группировка «Хезболла» использовала «Туфан» в войне в Ливане.

## Характеристики
- диаметр 152 мм
- длина 1,16м
- масса 20кг
- дальность 3,5 км
  - ночью 2,5 км
- скорость 310 м/с
- бронепробиваемость 550—760мм[2]